# Benthaster
Genre
Benthaster est un genre d'étoiles de mer de la famille des Pterasteridae.

## Liste des espèces
Selon World Register of Marine Species (2 février 2015) :
- Benthaster eritimus Fisher, 1906
- Benthaster penicillatus Sladen, 1882
- Benthaster wyvillethomsoni Sladen, 1882